# لاتی (گجرات)
لاتی (به انگلیسی: Lathi) یک منطقهٔ مسکونی در هند است که در شهرستان امرلی واقع شده‌است. لاتی ۲۱٬۱۷۳ نفر جمعیت دارد و ۱۴۱ متر بالاتر از سطح دریا واقع شده‌است.